# Hegias (filósofo)
Hegias (em grego:  Ἡγίας) foi um filósofo neoplatonista que viveu entre o século V e VI. Ele pode ter sido o bisneto ou tataraneto de Plutarco de Atenas, o fundador da Academia Neoplatonista em Atenas. Hegias estudou com Proclo na escola de Atenas, quando Proclo já era velho em c. 480. Proclo lhe mostrou grande gratidão e considerou-o digno de ouvir suas palestras sobre os oráculos dos caldeus.

## História
Hegias era de uma proeminente família de Atenas, ele foi considerado um descendente de Platão e, portanto, descendente do famoso legislador Solon.
Depois da morte de Proclo em 485, Marino se tornou escolarca, Hegias já era uma figura de liderança na escola, tendo sido um opositor de Marino e seu aluno Isidoro em relação a várias questões doutrinaárias. Após a morte de Marino, Isidoro se tornou o novo escolarca, ele se manteve por pouco tempo neste posto antes de se retirar para a Alexandria. Hegias se tornou o novo diretor da escola, mas a escola continuou a ficar dividida, Damáscio que era um estudante na escola durante este tempo, descreveu Hegias de forma muito desfavorável em seu escrito Vida de Isidoro. Hegias enfatizava fortemente o ritual religioso "querendo ser, acima de tudo, santo... ele mudou sem qualquer zelo, muitas coisas que já estavam estabelecidas há muito tempo." Isidoro repudiou Hegias severamente por esbanjar fundos na restauração de templos pagãos(fragmento 145a) para promover a teurgia acima da filosofia:

Se, como mantens, Hegias, Isidoro dizias a ele "a prática da teurgia é divina", Também admito. Mas aqueles destinados a serem deuses devem primeiro se tornar humanos; é por isso que Platão também disse que nenhum deus maior que a filosofia chegou até a humanidade, mas acontece que hoje em dia a filosofia não está no fio da navalha, mas à beira da extrema velhice.
O destino de Hegias é desconhecido, sabe-se no entanto que o próximo escolarca da academia foi Damáscio.